# Cupid's Carnival
Cupid's Carnival è un cortometraggio muto del 1920 diretto da W.P. Kellino.
Fa parte della serie di comiche Will o' Wisp Comedies prodotte dalla Gaumont British Picture Corporation. Il film - della lunghezza di 453 metri - aveva come interpreti la coppia di attori formata da Cyril Smith e Nita Russell.

## Produzione
Il film fu prodotto dalla Gaumont British Picture Corporation per la serie Will o' Wisp Comedies.

## Distribuzione
Distribuito dalla Gaumont British Distributors, uscì nelle sale cinematografiche britanniche nel marzo 1920.